# Ad Flexum
Ad Flexum római kori település és katonai táborhely volt a mai Magyarország területén.

## Fekvése
Ad Flexum a ma Mosoni-Dunának nevezett folyó partján állt, annak egyik kanyarulatánál, mint nevének jelentéséből (a.m: A kanyarulatnál) következik. Helyén napjainkban Mosonmagyaróvár város lucsonyi városrésze található.

## Története
A Mosoni-Duna mellett létesített katonai tábor jelentős stratégiai pont volt. Bár Ad Flexum létrehozásának elsősorban katonai indoka volt, a mellette kialakult település fejlődését segítette, hogy az itt átvezető hadi úton bonyolódott le a kelet-nyugati kereskedelem. A korszerű védővonal mögött nagyobb biztonságban érezte magát a katonaság mellett létrejött iparos- és kereskedőréteg is. De ez is gyengének bizonyult, amikor 169–171 között a Duna bal partján élő germánok óriási erővel zúdultak a határra. E három év harcaiban szinte teljesen megsemmisült a limes és a tábor melletti település is. Később, a 3. században ismét fellendülés volt errefelé is, ebből az időből számos lelet került elő (ékszerek, edények, bronz- és kerámiatárgyak). A település lakossága ekkor 3000–4000 fő lehetett, s a katonai tábor a mai Magyar utcától a Károlyliget közepéig terülhetett el. I. Valentinianus 375-ben bekövetkezett halála után a hunok támadásai menekülésre kényszerítették a lakosságot, s a későbbi longobárd, majd avar uralom alatt a település és a tábor nagyrészt elpusztulhatott.